# سنبلستان شیخ شجاع
«سنبلستان شیخ شجاع»، یکی از کتاب‌های فارسی است که به نثر و نظم و به تقلید از گلستان سعدی به وجود آمده‌است.

## تقلید از سعدی
در بین آثار فارسی، کتاب گلستان سعدی بیش از هر کتابی در بین نویسندگان مورد توجه بوده‌است و بیش از ۳۰ اثر به تقلید مستقیم از این کتاب به وجود آمده‌است. برخی از این تقلیدها مشهورهستند نظیر بهارستان جامی و پریشان قاآنی و برخی شهرت کمتری به دست آورده‌اند. بسیاری از این کتاب‌های تقلیدی در حوزه عثمانی نگاشته شده‌اند.

## زندگی شیخ شجاع
درباره زندگی شیخ شجاع، جز اینکه در قرن دهم ه. ق. و در قسطنطنیه می‌زیسته‌است و در ۹۶۴ درگذشته‌است، اطلاع چندانی در دست نیست. همچنین پیداست که وی کتاب خویش را در سال ۹۴۹ ه. ق. نوشته‌است و به سلطان سلیمان ثانی تقدیم کرده‌است.

## کتاب سنبلستان
شیخ شجاع، کتاب خود را به گفته خویش برای تعلیم و تهذیب نفس نگاشته‌است. جنبه اخلاقی این کتاب بسیار فراوان است و تعالیم صوفیانه نیز در آن  مشاهده می‌شود. این کتاب ده باب دارد: در سیرت پادشاهان، در اخلاق درویشان، در اخلاق حکما، در فضیلت قناعت، در فواید خاموشی، در سخاوت اغنیا، در بخل و امساک، در عشق و محبت، در پیری، در تربیت. ارکان اصلی کتاب را حکایات تشکیل می‌دهند و گاهی در بین حکایات از آیات قرآن و احادیث نبوی نیز استفاده شده‌است.
این کتاب جمعاً ۱۲۵ حکایت و ۱۳ صفحه دیباچه دارد.
نمونه‌ای از اشعار سنبلستان:
هر آنچ از غیر خواهی، نیست محمود/ که باید آخر آن را کرد مردود/ ایا ناظر در این انشای اشعار/ تو عیب من بپوشان باش مسعود...
- کتاب سنبلستان در سال ۱۳۸۴ در تبریز با تصحیح محمد مهدی پور به چاپ رسیده‌است.

## سنبلستان محمودمیرزا قاجار
محمودمیرزا پسر فتحعلی شاه قاجار نیز کتابی با نام سنبلستان دارد.
1. ↑  سایه گلستان بر سنبلستان، دکتر محمد مهدی پور، مجله دانشکده ادبیات و علوم انسانی تبریز، زمستان ۱۳۷۷،